# Arenivaga impensa
Arenivaga impensa (лат.) — вид песчаных тараканов-черепашек рода Arenivaga из семейства Corydiidae (или Polyphagidae). Обнаружены в Северной Америке: штат Аризона (США).

## Описание
Среднего размера тараканы овально-вытянутой формы: длина тела 18,7—24,6 мм; наибольшая ширина тела (GW) 9,0—11,8 мм; ширина пронотума (PW) около 7 мм; длина пронотума (PL) около 5 мм. Соотношение длины тела к его наибольшей ширине у голотипа (TL/GW) 2,16. На голове два крупных выступающих оцеллия (0,45 × 0,40 мм). Основная окраска коричневая. Пронотум крупный, полупрозрачный восково-бежевый; дорсальная поверхность пронотума с короткими оранжево-коричневыми волосками, которые толще и длиннее латерально; пронотальный рисунок оранжево-коричневый («морда пантеры»), с мало различимыми деталями; аура отсутствует. Присутствуют два когтя на лапках. Ноги и тело светло-коричневые; у некоторых экземпляров с коричневыми пятнами сбоку на каждом стерните; субгенитиальная пластинка оранжево-коричневая; асимметричная с округлыми вершинами. Крылья вытянуты далеко за вершину брюшка (~35 % длины крыла); пятнисто-оранжево-коричневые до коричневых; поверхность непрозрачная и матовая. По внешнему фенотипу Arenivaga impensa можно спутать с Arenivaga tonkawa, но гениталии их различают. У Arenivaga impensa более узкая крючковидная доля, чем у tonkawa, а структуры медиального края правого дорсального фалломера сильно отличаются.
Все детали биологии остаются неисследованными. Питаются, предположительно, как и другие виды своего рода, микоризными грибами, листовым детритом пустынных кустарников и семенами, собранными млекопитающими. В надземных условиях живут только крылатые самцы (отличаются ярко выраженным половым диморфизмом: самки рода Arenivaga бескрылые, внешне напоминают мокриц). Вид был впервые описан в 2014 году американским энтомологом Хейди Хопкинсом (Heidi Hopkins).